# Томографія

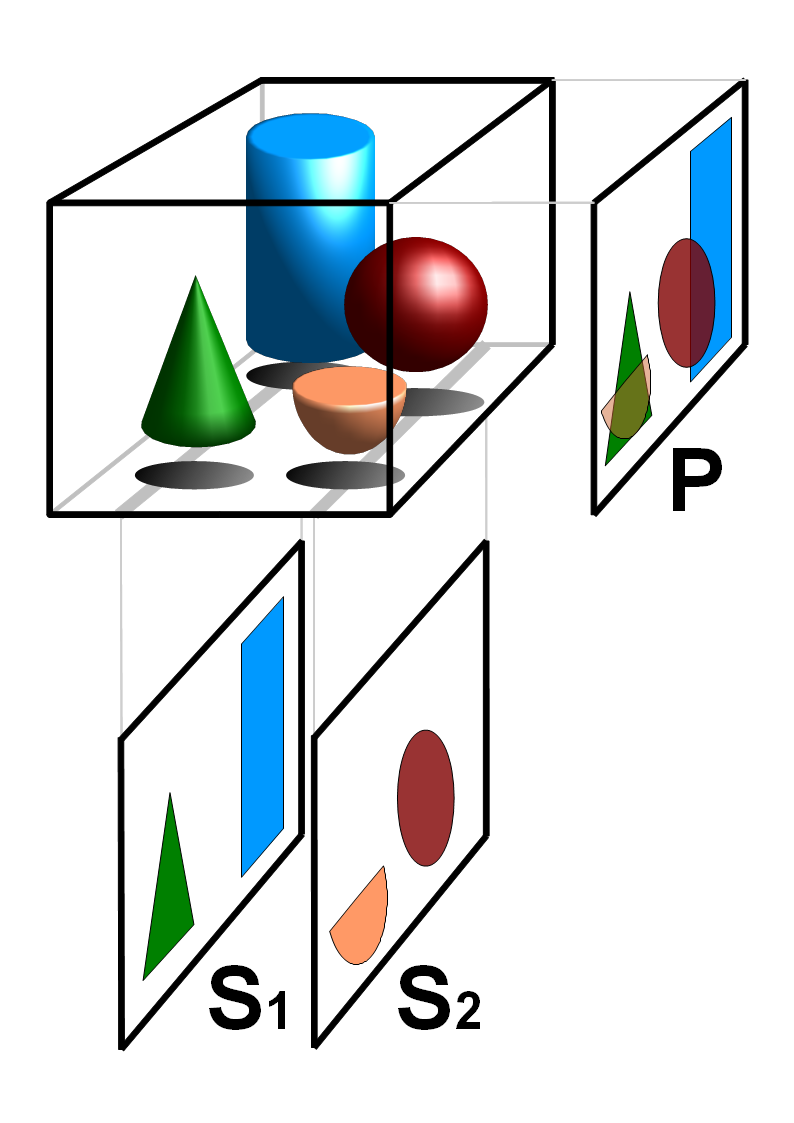
Головний принцип томографії: суперпозиція томографічних перетинів S_{1} і S_{2} в порівнянні із проєкцією P.

Томогра́фія (від грец. τόμος — «розріз» і γράφω — «пишу, зображаю») — метод дослідження, який полягає в отриманні зображень окремих перерізів досліджуваного об'єкта.

## Загальна характеристика
Зображення певного шару отримують за допомогою спеціального приладу — томографа.
В медичній діагностиці об'єктом такого дослідження є як окремі органи, так людський організм як ціле.
В геофізиці — вивчення внутрішньої структури геологічних об'єктів шляхом багаторазового їх просвічування і дослідження особливостей проходження через них електромагнітних і пружних (сейсмічних) хвиль в різних напрямках, які перетинаються.

## Види томографії
Зараз найбільшого поширення набула рентгенівська томографія, яку часто називають просто комп'ютерною томографією (КТ). Хоча зараз слово «комп'ютерний» є скоріше даниною традиції, оскільки всі сучасні види томографії спираються на обчислювальні потужності сучасних комп'ютерів і не могли б відтворити жодного зображення перерізу без їхньої допомоги. Тобто зараз фактично усі види томографії є в строгому сенсі комп'ютерними.
В основі відповідних методів томографії лежать різні фізичні явища. Кожен із зазначених методів дозволяє реконструювати зображення за різними фізичними характеристиками об'єкта, і тому методи не замінюють один одного, а лише можуть доповнювати. Рентгенівські томографи використовують для отримання інформації про внутрішню будову об'єкта, тобто, дозволяють візуалізувати просторовий розподіл коефіцієнта поглинання рентгенівських променів тканинами організму.
У магнітно-резонансній томографії (МРТ) використовують явище ядерного магнітного резонансу, суть якого полягає у властивості ядер певних хімічних елементів при наявності зовнішнього сталого магнітного поля поглинати і випромінювати енергію. Для магнітно-резонансної томографії таким елементом є водень, який наш організм містить у достатній кількості у складі води та в органічних сполуках.
Позитронну емісійну томографію (ПЕТ) та однофотонну емісійну томографію використовують для досліджень функціональних станів. Для цього в тіло пацієнтів вводять спеціальні речовини які, залежно від функціонування органів і тканин, накопичуються або навпаки не накопичуються в них. Розподіл цієї речовини та ступінь накопичення її у відповідних частинах органів реконструюють за допомогою реєстрації позитрон-електронної анігіляції та емісії фотонів високої енергії, що виникають при розпаді компонентів введеної речовини в організм.